# Nellija Kleinberga
Nellija Kleinberga (ur. 29 marca 1964 w Saldusie) – łotewska polityk i działaczka samorządowa, posłanka na Sejm Republiki Łotewskiej, w latach 2017–2019 przewodnicząca Łotewskiego Zjednoczenia Regionów.

## Życiorys
W 1984 ukończyła szkołę policealną, a w 1991 studia na Łotewskiej Akademii Muzycznej w zakresie edukacji kulturalnej. W 2001 uzyskała magisterium z nauk społecznych na Uniwersytecie Łotwy w Rydze. Pracowała w administracji kulturalnej w Skrundzie i Kuldydze, weszła też w skład rady teatru „Liepājas Teātris”. W latach 1989–2001 zasiadała w radzie miejskiej Skrundy. Od 2005 była reprezentantką Łotwy w Komitecie Regionów. Od tegoż roku pełniła obowiązki burmistrza Skrundy, a od 2009 burmistrza gminy Skrunda (jako przewodnicząca rady).
Dołączyła do ugrupowania Łotewskie Zjednoczenie Regionów. Z jego ramienia w wyborach w 2014 uzyskała mandat posłanki na Sejm. Została wiceprzewodniczącą, a w 2017 przewodniczącą frakcji poselskiej. We wrześniu 2017 zastąpiła Mārtiņša Bondarsa na funkcji przewodniczącej partii. W 2019, kilka miesięcy po wyborczej porażce ugrupowania, na jego czele stanął Edvards Smiltēns. Nellija Kleinberga została dyrektorem centrum medycznego, w 2021 z ramienia lokalnego komitetu wybrana na radną gminy Kuldyga. Objęła funkcję zastępczyni przewodniczącego władz tej gminy. Związała się z ugrupowaniem Nowa Jedność.